# О’Брайант, Патрик
Па́трик О’Бра́йант (англ. Patrick Fitzgerald O'Bryant; родился 20 июня 1986 года в городе Оскалуса, штат Айова) — американский бывший профессиональный баскетболист. Был выбран под девятым номером на драфте НБА 2006 года клубом «Голден Стэйт Уорриорз». Высокорослый, атлетичный, скоординированный центровой с неплохим средним броском.

## Профессиональная карьера
28 июня 2006 Патрик О’Брайант был выбран клубом «Голден Стэйт Уорриорз» под девятым номером на драфте НБА.
11 июля 2008 О’Брайант подписал двухлетний контракт на 3,12 миллиона долларов с клубом «Бостон Селтикс».
19 февраля 2009 был обменян в «Торонто Рэпторс» в результате трёхсторонней сделки, по которой Уилл Соломон перешёл в «Сакраменто Кингз», а право будущего выбора во втором раунде получили «Селтикс».
В сентябре 2010 год подписал контракт с клубом «Фуцзянь Сюньсин», который выступает в Китайской баскетбольной лиге, но затем был отчислен из команды из-за плохого выступления в предсезонных матчах.

## Статистика

### Статистика в НБА
| Сезон                                                                                    | Команда      | Регулярный сезон | Регулярный сезон | Регулярный сезон | Регулярный сезон | Регулярный сезон | Регулярный сезон | Регулярный сезон | Регулярный сезон | Регулярный сезон | Регулярный сезон | Регулярный сезон | Серия плей-офф | Серия плей-офф | Серия плей-офф | Серия плей-офф | Серия плей-офф | Серия плей-офф | Серия плей-офф | Серия плей-офф | Серия плей-офф | Серия плей-офф | Серия плей-офф |
| Сезон                                                                                    | Команда      | GP               | GS               | MPG              | FG%              | 3P%              | FT%              | RPG              | APG              | SPG              | BPG              | PPG              | GP             | GS             | MPG            | FG%            | 3P%            | FT%            | RPG            | APG            | SPG            | BPG            | PPG            |
| ---------------------------------------------------------------------------------------- | ------------ | ---------------- | ---------------- | ---------------- | ---------------- | ---------------- | ---------------- | ---------------- | ---------------- | ---------------- | ---------------- | ---------------- | -------------- | -------------- | -------------- | -------------- | -------------- | -------------- | -------------- | -------------- | -------------- | -------------- | -------------- |
| 2006/07                                                                                  | Голден Стэйт | 16               | 0                | 7,4              | 31,3             | 0,0              | 64,7             | 1,3              | 0,6              | 0,4              | 0,5              | 1,9              | Не участвовал  | Не участвовал  | Не участвовал  | Не участвовал  | Не участвовал  | Не участвовал  | Не участвовал  | Не участвовал  | Не участвовал  | Не участвовал  | Не участвовал  |
| 2007/08                                                                                  | Голден Стэйт | 24               | 0                | 4,1              | 55,2             | 0,0              | 60,0             | 1,2              | 0,2              | 0,2              | 0,4              | 1,5              | Не участвовал  | Не участвовал  | Не участвовал  | Не участвовал  | Не участвовал  | Не участвовал  | Не участвовал  | Не участвовал  | Не участвовал  | Не участвовал  | Не участвовал  |
| 2008/09                                                                                  | Бостон       | 26               | 0                | 4,1              | 51,6             | 0,0              | 66,7             | 1,3              | 0,3              | 0,1              | 0,3              | 1,5              | Не участвовал  | Не участвовал  | Не участвовал  | Не участвовал  | Не участвовал  | Не участвовал  | Не участвовал  | Не участвовал  | Не участвовал  | Не участвовал  | Не участвовал  |
| 2008/09                                                                                  | Торонто      | 13               | 3                | 11,3             | 54,7             | 0,0              | 37,5             | 2,5              | 0,2              | 0,2              | 0,8              | 4,7              | Не участвовал  | Не участвовал  | Не участвовал  | Не участвовал  | Не участвовал  | Не участвовал  | Не участвовал  | Не участвовал  | Не участвовал  | Не участвовал  | Не участвовал  |
| 2009/10                                                                                  | Торонто      | 11               | 0                | 4,6              | 53,3             | 0,0              | 50,0             | 1,0              | 0,1              | 0,2              | 0,4              | 1,7              | Не участвовал  | Не участвовал  | Не участвовал  | Не участвовал  | Не участвовал  | Не участвовал  | Не участвовал  | Не участвовал  | Не участвовал  | Не участвовал  | Не участвовал  |
|                                                                                          | Всего        | 90               | 3                | 5,8              | 49,4             | 0,0              | 58,3             | 1,4              | 0,3              | 0,2              | 0,4              | 2,1              | Не участвовал  | Не участвовал  | Не участвовал  | Не участвовал  | Не участвовал  | Не участвовал  | Не участвовал  | Не участвовал  | Не участвовал  | Не участвовал  | Не участвовал  |
| Наведите курсор мыши на аббревиатуры в заголовке таблицы, чтобы прочесть их расшифровку. |              |                  |                  |                  |                  |                  |                  |                  |                  |                  |                  |                  |                |                |                |                |                |                |                |                |                |                |                |